# Craspedacusta
Craspedacusta ist eine Gattung im Süßwasser lebender Hydrozoen mit Verbreitungsschwerpunkt im Tal des Jangtsekiang, China. Eine Art, die Süßwasserqualle Craspedacusta sowerbii ist von dort aus weltweit verschleppt worden und heute als Neozoon auch in Mitteleuropa verbreitet.

## Merkmale
Die Arten der Gattung durchlaufen, soweit bekannt, einen regelmäßigen Generationswechsel (Metagenese) zwischen einem Polypen- und einem Medusen- oder Quallenstadium. Zusätzlich kommen zwei weitere ungeschlechtliche Stadien vor.

### Meduse
Medusen erreichen einen Schirmdurchmesser bis zu etwa 25 Millimeter, direkt nach Freisetzung (Strobilation) vom Polypen sind sie aber nur 0,7 bis 1 Millimeter groß. Der Schirm ist beinahe halbkugelig, etwas weniger hoch als breit und verhältnismäßig dick. Er wird von vier kreuzförmig angeordneten unverzweigten Radialkanälen durchzogen, die in einen den Schirmrand umgebenden Ringkanal münden. Der Magenraum hinter dem vierzipfligen Manubrium beginnt als einheitliche, quadratische Tasche, die sich nach oben hin konisch verengt, und spaltet sich zum Rand hin kreuzförmig in vier Kammern auf, an deren Spitzen die Radialkanäle abgehen. Die einfachen, beutelförmigen Gonaden sitzen an den Radialkanälen, sie sind blassgrünlich oder gelbbraun gefärbt. Am Schirmrand sitzen zahlreiche (von etwa 100 bis zu mehr als 500) Tentakel in gleichen Abständen und von einheitlichem Bau, aber teilweise unterschiedlicher Größe. Der Schirmrand ist etwas wellig, in den Buchten sitzt in radial angeordneten blind endenden kurzen Kanälen jeweils eine Statozyste. Medusen sind getrenntgeschlechtlich. Die weiblichen Tiere entwickeln nach Befruchtung Planula-Larven, die sich am Gewässergrund festsetzen und eine neue Polypen-Generation begründen.
In Europa ist die Süßwasserqualle Craspedacusta sowerbii die einzige im Süßwasser verbreitete Meduse und damit unverwechselbar.

### Polyp
Das Polypenstadium sitzt einzeln (solitär) oder bildet kleine, kriechende Kolonien von zwei bis vier. selten bis zu sieben Hydroidpolypen, die aus Sprossung (ungeschlechtlicher Vermehrung) hervorgehen. Die Polypen von zylindrischer Gestalt tragen keine Tentakel. Um die Mundöffnung sitzen warzige Vorsprünge (Cnidozysten), in denen die Nesselzellen liegen, diese formen ein halbkugeliges Köpfchen, unter dem der Polypenkörper schmal halsförmig eingeschnürt ist. Die Medusenknospen sitzen seitlich (lateral) im mittleren oder unteren Körperabschnitt. Die Polypen können asexuell Frustula genannte, kriechende Larven sowie als Dauerstadien wirkende, widerstandsfähige Podocysten bilden, diese widerstehen auch Austrocknung. Polypen erreichen etwa 0,5 bis 2 Millimeter Länge.
Das Polypenstadium ist während weitaus längerer Zeiträume im Gewässer präsent, wird aber wegen seiner Unscheinbarkeit in der Regel übersehen.

## Biologie und Lebensweise
Biologische Daten liegen fast ausschließlich für Craspedacusta sowerbii vor. Soweit Daten zu den anderen Arten aus chinesischen Gewässern vorliegen, besiedeln diese vergleichbare Gewässer und können nebeneinander (sympatrisch) im selben Gewässer vorkommen. Sie besiedeln stehende Gewässer, von kleinen Tümpeln bis hin zu Seen. Aus Europa liegen viele Fundmeldungen von Bassins und künstlichen Gewässern vor. Die Medusen ernähren sie räuberisch, wobei sie Jugendstadien von planktonischen Copepoden (Ruderfußkrebsen) als Beute bevorzugen. Ihre Dichte und ihr ökologischer Einfluss bleiben meist gering, sie können aber unter besonderen Umständen so häufig werden, dass sie den Nährstoffzyklus des Gewässers beeinflussen. Durch den sehr hohen Wassergehalt von über 99 Prozent (meereslebende Quallen sind isotonisch mit dem Meerwasser und können daher nur etwas geringere Wassergehalte erreichen) bleibt aber ihre Biomasse und Produktion gering Bevorzuge besiedelt werden mesotrophe bis eutrophe, relativ warme Gewässer. Auch die Bildung der Medusen ist temperaturabhängig und findet meist nur in warmem Wasser statt.

## Arten
Obwohl in der Gattung bis zu 15 Arten oder Unterarten beschrieben worden sind (viele davon allerdings ursprünglich als Varietäten oder Unterarten) gehen fast alle Bearbeiter davon aus, dass die meisten dieser Namen Synonyme sind. Zahl und Abgrenzung der Arten sind noch unklar, die meisten Bearbeiter gehen heute von drei bis vier validen Arten aus. Die häufig zur Artdiagnose verwendete Form der Statocysten und die Farbe der Gonaden scheinen, wie viele andere Merkmale, innerhalb der Arten so variabel zu sein, dass Artunterschiede auf dieser Basis zweifelhaft sind.
- Craspedacusta sowerbii (Süßwasserqualle). Die häufigste Art der Gattung und durch Verschleppung heute die einzige kosmopolitische Süßwasserqualle[9]. Entgegen früheren Vermutungen gilt heute eine Herkunft aus China als sicher.
- Craspedacusta kiatingi. Nach molekularen Daten Schwesterart von C. sowerbii[4] und genetisch sehr ähnlich, so dass sie von vielen Bearbeitern mit dieser synonymisiert worden ist[8]. Bekannt aus Gewässern im Flusstal des Jangtsekiang, China, ein Vorkommen bei Peking wird auf menschliche Verschleppung zurückgeführt.
- Craspedacusta sinensis. Bekannt vor allem aus Gewässern im Flusstal des Jangtsekiang, China, hier relativ weit verbreitet und häufig.
- Craspedacusta iseana. Diese Art wurde 1922 in einem Brunnen in der Stadt Tsu, Präfektur Mie, Japan entdeckt und seitdem nicht wiedergefunden. Da der Originalfundort bald nach der Entdeckung zerstört wurde, ist die Art vermutlich ausgestorben. Allerdings ist die Eigenständigkeit der Art nicht gesichert, sie kann nicht mehr mit molekularen Methoden untersucht werden, weil das Typmaterial verschollen ist.[3]

Phylogenomische Untersuchungen (Studien der Verwandtschaftsverhältnisse anhand des Vergleichs homologer DNA-Sequenzen) europäischer Süßwassermedusen haben das Bild weiter verkompliziert. Daten von deutschen Individuen waren genetisch recht einförmig, was für eine einzige Art spräche, allerdings entsprachen einige Individuen in ihrer Sequenz eher solchen, die in China Craspedacusta kiatingi zugeordnet worden waren. In Griechenland erst 2015 entdeckte Individuen zeigen eine davon stark verschiedene Sequenz, die allerdings nahe verwandt mit einem chinesischen Individuum aus der Provinz Hubei am Jangtsekiang ist; diese wurde allerdings ebenfalls Craspedacusta sowerbii zugeordnet. Es ist also von mehreren Einschleppungs-Ereignissen in Europa auszugehen. Ob hier tatsächlich auch, entgegen allen bisherigen Annahmen, verschiedene Arten leben, ist unklar.